# Association Sportive de Saint-Étienne 1969-1970
Questa voce raccoglie le informazioni riguardanti l'Associaton Sportive de Saint-Étienne nelle competizioni ufficiali della stagione 1969-1970.

## Stagione
Per il quarto anno consecutivo il Saint-Étienne si confermò campione di Francia: preso definitivamente il comando solitario del campionato alla quinta giornata, i Verts misero le mani sul loro sesto titolo nazionale tenendo ampiamente a distanza le inseguitrici per l'intero arco del torneo, chiudendo infine la lotta per il titolo con quattro gare di anticipo. Battendo per 5-0 il Rennes nella finale di Coppa di Francia, i Verts centrarono anche il double, ma non riuscirono a fare bottino pieno in campo nazionale perdendo la supercoppa di Francia contro i campioni di seconda divisione del Nizza. In Coppa dei Campioni i Verts estromisero al primo turno il Bayern Monaco recuperando nella gara casalinga di ritorno la sconfitta subita a Monaco di Baviera, ma non riuscirono a fare altrettanto nel turno successivo contro il Legia Varsavia, che nel retour match a Saint-Étienne estromise definitivamente i padroni di casa con un gol allo scadere.

## Maglie e sponsor
Lo sponsor tecnico per la stagione 1969-1970 è Le Coq Sportif. Le divise utilizzate durante la finale di Coppa di Francia si caratterizzavano per la presenza, sui calzoncini e sulla parte destra della maglia, del nome del giocatore.
| Manica sinistra · Manica sinistra · Maglietta · Maglietta · Manica destra · Manica destra · Pantaloncini · Calzettoni |

## Rosa
| N. |                       | Ruolo | Calciatore               |
| -- | --------------------- | ----- | ------------------------ |
|    | Francia (bandiera)    | P     | Georges Carnus           |
|    | Francia (bandiera)    | P     | Gérard Migeon            |
|    | Francia (bandiera)    | D     | Bernard Bosquier         |
|    | Francia (bandiera)    | D     | Francis Camerini         |
|    | Jugoslavia (bandiera) | D     | Vladimir Durković        |
|    | Francia (bandiera)    | D     | Gérard Farison           |
|    | Francia (bandiera)    | D     | José Pelletier           |
|    | Francia (bandiera)    | D     | Georges Polny            |
|    | Francia (bandiera)    | C     | Georges Bereta           |
|    | Francia (bandiera)    | C     | José Broissart           |
|    | Francia (bandiera)    | C     | Robert Herbin (capitano) |

| N. |                       | Ruolo | Calciatore          |
| -- | --------------------- | ----- | ------------------- |
|    | Francia (bandiera)    | C     | Roland Mitoraj      |
|    | Francia (bandiera)    | C     | Aimé Jacquet        |
|    | Francia (bandiera)    | C     | Jean-Michel Larqué  |
|    | Francia (bandiera)    | C     | Christian Synaeghel |
|    | Mali (bandiera)       | A     | Salif Keïta         |
|    | Francia (bandiera)    | A     | Patrick Parizon     |
|    | Francia (bandiera)    | A     | Hervé Revelli       |
|    | Francia (bandiera)    | A     | Patrick Revelli     |
|    | Francia (bandiera)    | A     | Marc Ropero         |
|    | Jugoslavia (bandiera) | A     | Spasoje Samardžić   |

## Risultati

### Coppa di Francia
| Arbitro: | Héliès |

|                                                    |           |  |
| Parizon 25’ Bereta 40’ Herbin 51’ Revelli 74’, 87’ | Marcatori |  |

### Challenge des champions
| Arbitro: | Kitabdjian |

|                          |           |  |
| Deloffre 32’ Quittet 35’ | Marcatori |  |

### Coppa dei Campioni
| Arbitro: | Finney |

|                         |           |  |
| Brenninger 23’ Roth 52’ | Marcatori |  |

| Arbitro: | Krňávek |

|                           |           |  |
| Revelli 1’, 63’ Keïta 81’ | Marcatori |  |

| Arbitro: | Loraux |

|                       |           |             |
| Pieszko 78’ Deyna 83’ | Marcatori | 39’ Revelli |

| Arbitro: | Niţescu |

|  |           |           |
|  | Marcatori | 85’ Deyna |

## Statistiche

### Andamento in campionato
| Giornata  | 1 | 2 | 3 | 4 | 5 | 6 | 7 | 8 | 9 | 10 | 11 | 12 | 13 | 14 | 15 | 16 | 17 | 18 | 19 | 20 | 21 | 22 | 23 | 24 | 25 | 26 | 27 | 28 | 29 | 30 | 31 | 32 | 33 | 34 |
| --------- | - | - | - | - | - | - | - | - | - | -- | -- | -- | -- | -- | -- | -- | -- | -- | -- | -- | -- | -- | -- | -- | -- | -- | -- | -- | -- | -- | -- | -- | -- | -- |
| Luogo     | C | C | T | C | T | C | T | C | T | C  | T  | C  | T  | C  | T  | C  | T  | C  | C  | T  | C  | T  | C  | T  | C  | T  | C  | T  | T  | C  | T  | C  | T  | C  |
| Risultato | V | V | N | V | V | V | V | N | V | V  | N  | V  | N  | V  | V  | V  | V  | P  | P  | V  | V  | N  | N  | V  | V  | V  | V  | V  | V  | V  | V  | V  | V  | P  |
| Posizione | 1 | 2 | 3 | 1 | 1 | 1 | 1 | 1 | 1 | 1  | 1  | 1  | 1  | 1  | 1  | 1  | 1  | 1  | 1  | 1  | 1  | 1  | 1  | 1  | 1  | 1  | 1  | 1  | 1  | 1  | 1  | 1  | 1  | 1  |

Fonte:  France » Ligue 1 1969/1970 » Schedule, su worldfootball.net.
Legenda:

Luogo: C = Casa; T = Trasferta. Risultato: V = Vittoria; N = Pareggio; P = Sconfitta.